# Rátai János
Rátai János Kristóf (Kecskemét, 1944. május 19. – Budapest, XIV. kerület, 2021. augusztus 23.) író, költő, publicista, televíziós szerkesztő, dramaturg.

## Élete
Rátai Dénes, a Nemzeti Színház nyugalmazott rendezője és Erdélyi Olga háztartásbeli nyolcadik, utolsó gyermekeként született. Gyermekkorát az Izsák és Soltszentimre közti tanyavilágban, a háború utáni lágymányosi grundokon, a külső hetedik kerületi Csikágó utcáin töltötte. Tizennégy éves korában már dolgozott, lovászgyerekként a Lósport Vállalatnál volt ügetőhajtó. Lótenyésztő szakmunkás és érettségi bizonyítványa mellé újságíró, valamint az Eötvös Loránd Tudományegyetemen magyar nyelv- és irodalomtanári diplomát szerzett 1981-ben. 
Riporter volt a Pesti Turf című lóversenyszaklapnál, majd 1973-ban a Rádió- és Televízióújság munkatársa lett. 1986-ban a Magyar Televízióhoz került mint dramaturg és szerkesztő. Rádiós és televíziós munkáját többször nívódíjjal, fesztiváldíjjal jutalmazták.
Költőként A Kannibalizmus kultúrtörténete c. könyvben megjelent, Amnézia című, makáma formában írt spirituális teremtésmítoszát jegyzi első helyen, de kalandvágyból, egy nagylemez erejéig, írt dalszövegeket is, az Apostol együttesnek. Eddig három kötete jelent meg.

## Díjai
- Magyar Televízió
  - nívódíj az 1988. évi Ki mit tud? előkészítésében és lebonyolításában végzett kimagasló munkájáért
  - nívódíj az Ász című, havonként jelentkező élő műsor szerkesztői munkájáért 1988-ban
- 1991 Televíziós Gyermekműsorok és Gyermekfilmek IX. Kőszegi Szemléje – a zsűri díja az Ász c. ifjúsági műsor forgatókönyvíró-szerkesztőjének

## Fontosabb művei
- Spiritizmus–parapszichológia – A szellem kalandjai életen innen és túl, Minerva Kiadó, 1988, ISBN 963 222 077 3
  - Spiritizmus–parapszichológia – A szellem kalandjai életen innen és túl, az 1988-as kiadás átdolgozott, bővített felújítása, Elipszilon, 2000, ISBN 963 03 9985 7
- Úrvacsora. A kannibalizmus kultúrtörténete napjainkig; K.u.K., Budapest, 2007 ISBN 978 963 7437 80 9
- Állati múlt, angyali üzenet – Az almafa törvénye, Noran Libro, 2018, ISBN 978-615-5761-70-6